# Liévin de Trèves
Saint Liévin, né vers 660 et mort le 29 septembre 722 à Reims fut de 697 à 718 évêque de Trèves et de Laon.
En tant que saint patron de la paroisse de Mettlach, ses reliques sont portées à travers la ville en procession lors de la célébration annuelle de la Pentecôte.
Depuis le concile Vatican II, il est fêté le 23 septembre au lieu du 29 septembre, anniversaire de sa mort.

## Ascendance
Fils de Saint Warin, comte de Poitiers et de Paris et de Gunza de Trèves, Saint Liévin appartient à la dynastie des Widonides.
Il est le neveu de son prédécesseur Saint Bazin, évêque de Trèves.

## Mariage
Il épouse, vers 685, Willligard de Bavière. De cette union sont issus au moins trois enfants :
- Milon, comte de Trèves ;
- Wido, comte de Hornbach ;
- Peut être Rotrude de Trèves, qui épousa Charles Martel et devint duchesse d'Austrasie.

## Carrière ecclésiastique
Selon la légende, l'abbaye de Mettlach a été fondée après que Liévin soit allé chasser près de la Sarre. Il se lassa et s'endormit à l'ombre d'un arbre. Pendant qu'il dormait, le soleil a changé de position, l'exposant à ses rayons chauds, mais un aigle a balayé et s'est assis sur Liévin avec ses ailes déployées. Lorsque Liévin se réveilla, son serviteur lui raconta comment l'aigle l'avait protégé des brûlures du soleil. Par coïncidence, Liévin se trouvait être en train de faire la sieste sur le site de l'Aigle Miracle près de la chapelle Saint-Denis de Paris. Liévin a vu cela comme un signe envoyé par Dieu pour établir un monastère bénédictin sur ce site, et il est rapidement devenu un centre missionnaire chrétien. À l'emplacement de la chapelle originale de Denys se dresse aujourd'hui l'église paroissiale de St. Gangolf à Mettlach.
Lorsque Liévin est devenu veuf, il a rejoint le monastère qu'il a fondé à Mettlach en tant que simple moine.
Le 4 mars 705, à la mort de son oncle saint Bazin, Liévin lui succéda en tant qu'archevêque de Trèves. Il devint également évêque de Laon peu de temps après.

## Mort
Saint Liévin est mort le 29 septembre 722 à Reims.
Son fils, Milo, lui succéda à la charge d'archevêque de Trèves.
Il fut inhumé dans l'abbaye de Mettlach. En 1247, ses reliques furent transférées dans la chapelle Saint Liévin (Liutwinuskapelle).

## Postérité
Saint Liévin était fêté le 29 septembre, anniversaire de sa mort jusqu'au Concile Vatican II, au cours duquel il fut décidé que le 29 septembre serait consacré à Saint Michel et que Saint Liévin serait fêté le 23 septembre en même temps que son oncle Saint Bazin.
Il existe plusieurs mosaïques représentant Saint Liévin dans la chapelle Saint Liévin de Mettlach.

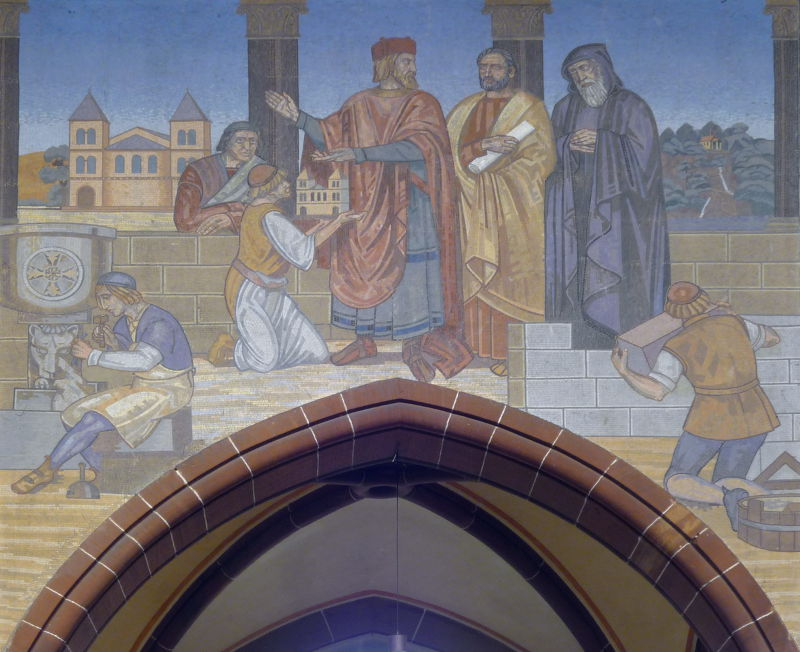
Liévin fait construire le monastère de Mettlach
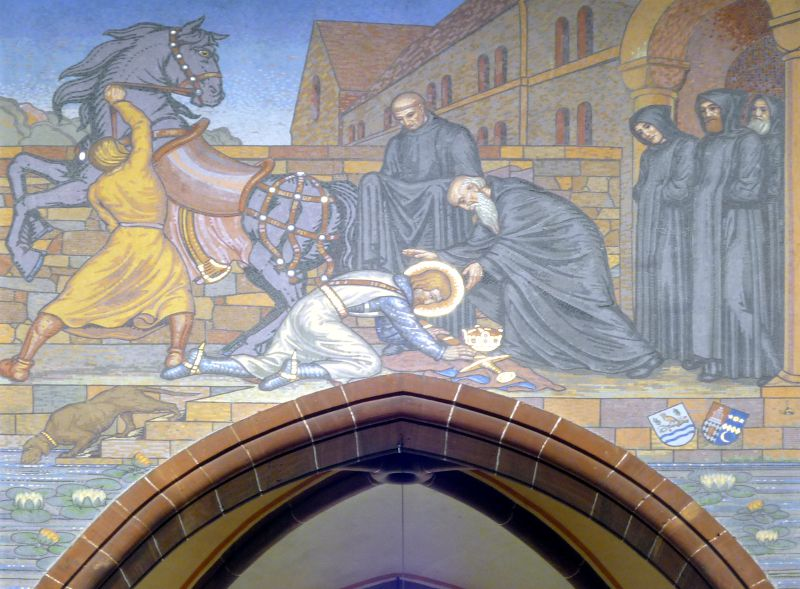
Entrée du monastère
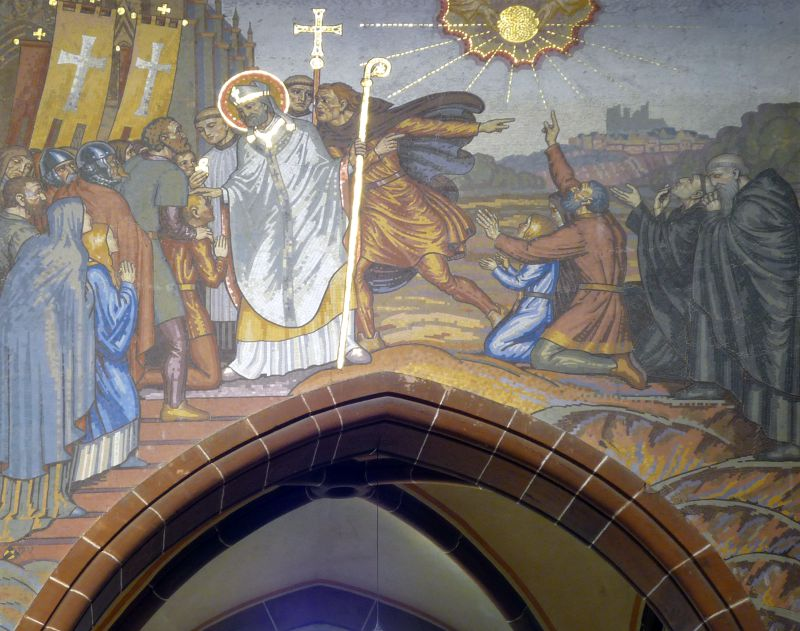
Liévin entre à Reims.
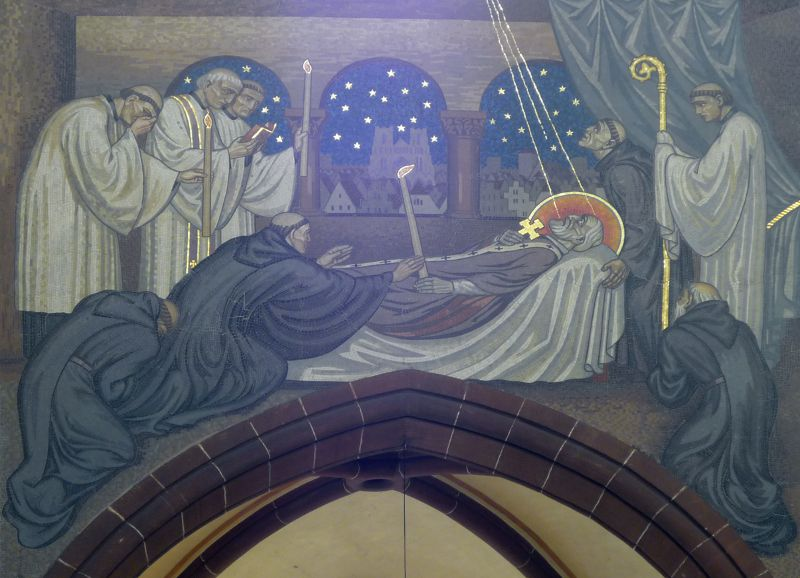
Mort de saint Liévin
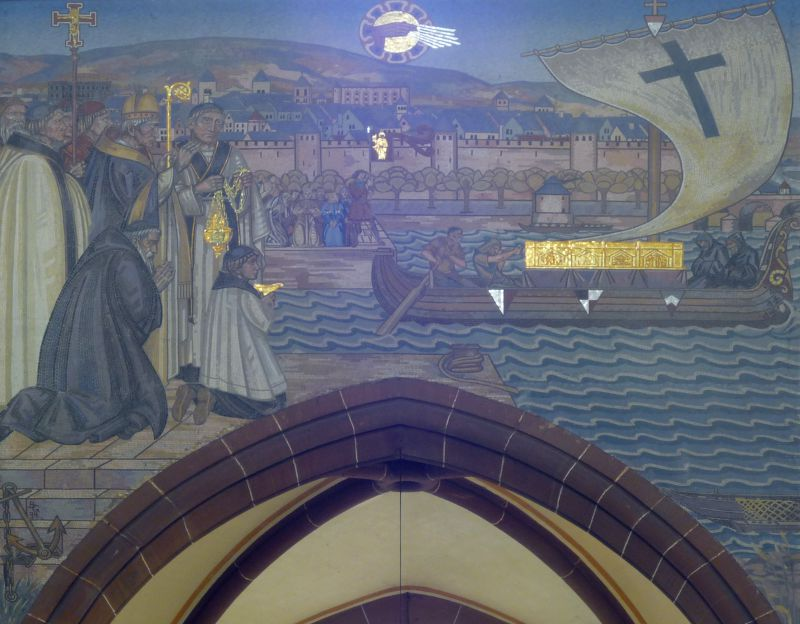
Transfert de son cercueil